# Думачёв, Анатолий Пантелеевич
Анатолий Пантелеевич Думачёв (6 мая 1932, Карачев, Западная область, РСФСР, СССР — 30 ноября 2004, Санкт-Петербург, Россия) — советский партийный и государственный деятель, председатель Государственного комитета СССР по профессионально-техническому образованию (1986—1988).

## Биография
Родился в городе Карачеве Западной (ныне Брянской) области. В 1957 году окончил Ленинградский механический институт. Член КПСС с 1957 года.
- 1956—1958 гг. — секретарь Ленинского райкома ВЛКСМ г. Ленинграда (одновременно с учёбой в институте).
- 1958—1960 гг. — заведующий отделом Ленинградского обкома ВЛКСМ; работал инженером-конструктором конструкторского бюро.
- 1960—1964 гг. — на партийной работе: инструктор райкома партии; инструктор горкома партии; инструктор обкома партии;
- 1964—1972 гг. — заместитель заведующего отделом Ленинградского обкома КПСС; заведующий отделом Ленинградского обкома КПСС.
- 1972—1975 гг. — секретарь Ленинградского горкома партии.
- 1975—1984 гг. — секретарь, второй секретарь Ленинградского областного комитета КПСС.
- 1984—1986 гг. — первый секретарь Ленинградского горкома партии.
- 1986—1988 гг. — председатель Государственного комитета СССР по профессионально-техническому образованию.
- 1988—1992 гг. — член Комитета партийного контроля при ЦК КПСС.

В 1992 году вышел на пенсию. Вскоре вернулся в Санкт-Петербург.
Член КПСС с 1957 года. Член Центральной Ревизионной Комиссии КПСС в 1981—1990 годах. Депутат Совета Союза Верховного Совета СССР 11 созыва от Ленинградской области.
Скончался 30 ноября 2004 года на 73-м году жизни. Похоронен на Кузьмоловском кладбище (Всеволожский район Ленинградской области).

## Награды и звания
- орден Ленина (16.12.1981)
- орден Октябрьской Революции (28.11.1977)
- орден Трудового Красного Знамени (25.10.1971)
- орден «Знак Почёта» (28.07.1966)
- Государственная премия СССР (1973).